# Ladányi Andrea (táncművész)
Ladányi Andrea (Budapest, 1961. április 29. –) Kossuth-, Liszt Ferenc- és Harangozó Gyula-díjas magyar balettművész, koreográfus, színész, rendező, egyetemi tanár, érdemes művész, a Halhatatlanok Társulatának örökös tagja.

## Életpályája
Tatabányán nőtt fel. 1980-ban szerezte balettművész diplomáját az Állami Balettintézetben, majd a Győri Baletthez szerződött, ahol 1986-ig volt tag. 1986-tól szabadúszó. Rendszeresen lépett fel Kanadában, tanított az USA-ban is, ahol elsajátította a modern táncművészetet is. 1989-1991 között a Helsinki City Theatre szólótáncosa volt Finnországban. 1991-1992 között a Helsinki Operaházban szólótáncosa volt. 1992-től a Vígszínház tagja volt. 1994-ben balettmesteri diplomát szerzett a Magyar Táncművészeti Főiskolán. 1995-ben létrehozta saját társulatát, a La dance Company-t. 2003-2005 között a Színház- és Filmművészeti Egyetem koreográfus szakán szerzett diplomát. 2002-től az intézmény mozgástanszékének vezetője volt.

## Főbb munkái
- Vöröshajú nő (Markó Iván: Don Juan árnyéka rajtunk)
- Arthemisz (Markó Iván: Izzó planéták)
- A vágy (Markó Iván: Bolero)
- Ember (Markó Iván: Totem)
- Mária (Markó Iván: Jézus, az ember fia)
- Edith Piaf (Uotinen: Piaf, Piaf)
- Balerina (Uotinen: Ballet Pathétique)
- Aijno (Uotinen: Kalevala)
- Auróra (Uotinen: Csipkerózsika)
- A romlás virága (szólóest)
- F. K. Bernstein: West Side Story (Vígszínház)

## Filmes és televíziós munkái
- Jézus az ember fia (1986)
- A túlvilág kapuja (1990)
- Sorstalanság (2005)
- Post Mortem (2021)
- Eltörölni Frankot (2021)

## Díjai, elismerései
- Liszt Ferenc-díj (1986)
- Harangozó Gyula-díj (2000)
- Gundel művészeti díj (2002)
- Érdemes művész (2004)
- Hevesi Sándor-díj (2010)
- Kossuth-díj (2020)
- Örökös tag a Halhatatlanok Társulatában (2023)